# Serjania cuspidata
Serjania cuspidata är en kinesträdsväxtart som beskrevs av Jacques Cambessèdes. Serjania cuspidata ingår i släktet Serjania och familjen kinesträdsväxter. Inga underarter finns listade i Catalogue of Life.